# Steve Cram
Steve Cram, MBE (14 de octubre de 1960 en Gateshead, Inglaterra). Atleta británico especialista en pruebas de media distancia. Se proclamó campeón mundial de 1500 metros en 1983, fue el primer hombre en bajar de los 3:30 en esta prueba, y mantuvo durante años una gran rivalidad con su compatriota Sebastian Coe por la supremacía en el mediofondo. Mantuvo el récord británico de 5.000 durante años, pero fue arrebatado por Mohamed Farah. Es considerado uno de los mejores atletas de medio fondo que ha existitido y sobre todo destacaba por su altura en sus disciplinas.

## Trayectoria deportiva
Considerado el niño prodigio del atletismo británico, con solo 19 años participó en la final de los 1500 m en los Juegos Olímpicos de Moscú 1980, donde acabó 7.º en una prueba ganada por Sebastian Coe, cuatro años mayor que él. Esto le sirvió para coger experiencia.
Su primer éxito internacional fue el oro de los 1500 m en los Juegos de la Commonwealth de Brisbane en 1982. Ese mismo año se proclamó en Atenas campeón de Europa de 1500 m. No obstante, en estas pruebas no estaba presente Coe.
En 1983, también en ausencia de Coe (lesionado), obtuvo el triunfo más importante de su carrera, proclamándose campeón del mundo de los 1500 m en Helsinki
Muchos le consideraban el gran favorito para ganar el oro olímpico en los Juegos Olímpicos de Los Ángeles 1984, ya que Sebastian Coe no parecía llegar en buena forma. Sin embargo Coe acabó ganando la prueba con un nuevo récord olímpico, y Cram solo pudo ser 2.º. Esta sería la única medalla olímpica de su carrera.
En el verano de 1985 realizó la proeza de batir 3 récords mundiales en el lapso de 23 días.
Primero el 4 de agosto batió en Budapest el récord de los 2.000 m con 4:51,39 rebajando en 13 centésimas el récord que tenía el neozelandés John Walker desde 1976.
Luego el 16 de agosto consiguió en Niza ser el primer hombre en la historia en bajar de 3:30 en los 1500 m con 3:29,67 Fue una carrera épica en la que venció al marroquí Saïd Aouita, quien con 3:29,71 también corrió por debajo del anterior récord, que estaba en poder de Steve Ovett con 3:30,77 desde 1983.
Y por último, el 27 de agosto batió un nuevo récord mundial en Oslo, el de la milla, con 3:46,32 quitándoselo precisamente a Sebastian Coe, quien lo tenía desde 1981.
En 1986 consiguió el doblete ganando los 800 y los 1500 m en los Juegos de la Commonwealth de Edimburgo. Ese mismo año, en los Europeos de Stuttgart consiguió la victoria en los 1500 m derrotando a Sebastian Coe, la única vez que le venció en una gran competición. Además ganó el bronce de los 800 m.
A partir de ahí no volvió a conseguir éxitos destacables. Solo pudo ser 8.º en los 1500 m de los Mundiales de Roma 1987, 4.º en los Juegos Olímpicos de Seúl 1988, y 5.º en los Europeos de Split 1990
Su última aparición en una gran cita fue en los Mundiales de Stuttgart en 1993, quedando eliminado en las semifinales de los 1500 m.
Se retiró del atletismo en 1994.
Actualmente es comentarista de atletismo para la BBC.

## Resultados
- Juegos Olímpicos de Moscú 1980 - 7.º en 1500 m (3:42,0)
- Juegos de la Commonwealth de Brisbane 1982 - 1.º en 1500 m (3:42,37)
- Europeos de Atenas 1982 - 1.º en 1500 m (3:36,49)
- Mundiales de Helsinki 1983 - 1.º en 1500 m (3:41,59)
- Juegos Olímpicos de Los Ángeles 1984 - 2.º en 1500 m (3:33,40)
- Juegos de la Commonwealth de Edimburgo 1986 - 1.º en 800 m (1:43,22), 1.º en 1500 m (3:50,87)
- Europeos de Stuttgart 1986 - 3.º en 800 m (1:44,88), 1.º en 1500 m (3:41,09)
- Mundiales de Roma 1987 - 8.º en 1500 m (3:41,19)
- Juegos Olímpicos de Seúl 1988 - 4.º en 1500 m (3:36,24)
- Europeos de Split 1990 - 5.º en 1500 m (3:39,08)

## Mejores marcas
- 800 metros - 1:42,88 (Zúrich, 21-Ago-1985)
- 1.500 metros - 3:29,67 (Niza, 16-Jul-1985)
- Una Milla - 3:46,32 (Oslo, 27-Jul-1985)

- Datos: Q434105
- Multimedia: Steve Cram / Q434105